# Salvinia
Salvinia es uno de los dos géneros de la familia Salviniaceae, con alrededor de diez especies, que se relaciona con otros helechos acuáticos, incluyendo al género Azolla. Algunas fuentes incluyen a Azolla en Salviniaceae, aunque ese género generalmente es puesto es su propia familia, Azollaceae.

## Distribución
Mayormente tropical, EE. UU., México, Indias Occidentales, Centroamérica, Sudamérica, Eurasia, África incluyendo Madagascar.

## Descripción
El desarrollo de la hoja en Salvinia es único. La parte superior de la hoja flotante, que aparece en la cara del eje del tallo, es morfológicamente abaxial (J. G. Croxdale 1978, 1979, 1981).
Plantas acuáticas pequeñas, flotantes con tallos trepadores, ramificados, pilosos sin ser verdaderas raíces. Las hojas de a 3, con 2 verdes, sésiles o córtamente pecioladas, achatadas, enteras, flotantes, 1 hoja finamente diseccionada, peciolada, parecida a una raíz, y pendiente. Las hojas sumergidas tienen soros que están rodeados por membranas basifijadas indusia (esporocarpos); los esporocarpos pueden ser de 2 tipos, pareciendo tanto megasporangia que son pocos en número (ca. 10), cada una con una sola megaspora, o muchas microsporangia, cada una con 64 microsporas. Las esporas de 2 clases y tamaños, tanto globosas, triladas. Los megagametofitos y microgametofitos protruden a través de la pared esporangial; los megagametofitos flotan en la superficie con arquegoniios directamente con ellos; los microgametofitos permanecen fijados a la pared esporangial.

## Taxonomía
Fue descrito por Séguier, en Pl. Veron. 3: 52. 1754.[cita requerida]

## Usos económicos
Salvinia molesta es una comercialmente introducida como maleza invasora en climas cálidos. Crece rápidamente y forma densas matas sobre aguas quietas. Es nativo de Sudamérica. Un diminuto insecto Cyrtobagous salviniae ha sido usado exitosamente para controlarla.
S. natans es comúnmente usado en acuarios como una planta decorativa flotante.
- Tropica

## Carácter invasor
Debido a su potencial colonizador y constituir una amenaza grave para las especies autóctonas, los hábitats o los ecosistemas, todas las especies y subespecies del género Salvinia han sido incluidas en el Catálogo Español de Especies Exóticas Invasoras, regulado por el Real Decreto 630/2013, de 2 de agosto, estando prohibida en España su introducción en el medio natural, posesión, transporte, tráfico y comercio.